# Johann Joachim Beselin
Johann Joachim Beselin (* 4. Dezember 1661 in Rostock; † 17. Januar 1718 ebenda) war ein deutscher Jurist und Erster Bürgermeister von Rostock.

## Leben
Johann Joachim Beselin wurde 1661 geboren als Sohn des Rostocker Kaufmanns und Senators Valentin Beselin (1628–1684) und dessen Frau Catharina, geb. Wedow (1641–1661). Er studierte Jura an den Universitäten in Helmstedt und Rostock. Er war tätig in Ribnitz als Provisor und Syndikus und in Rostock als Dr. iur. utr. und ab 1699 als Ratsherr. 1708 wurde er zum Rostocker Bürgermeister gewählt.
Johann Joachim Beselin heiratete am 31. August 1687 Wendula Kleinschmidt (1655–1726), das Paar hatte zwei Kinder: Agneta Catharina (* 1688) – ab 1710 verheiratet mit dem Professor der evangelischen Theologie Hermann Christoph Engelke – und den Juristen, Ratsherrn und Bürgermeister Valentin Johann (1693–1755).